# Беляки (род)
Беляки — польский дворянский род одноименного герба.
Одна из татарских фамилий в Великом Княжестве Литовском оседлых, и особыми привилегиями возведенные во дворянство. Беляк был ротмистром королевских войск и в 1761 г. владел имением Ловчице в Новгородском воеводстве.

## Описание герба
В красном поле две серебряные колонны. В навершии дворянская корона без шлема.